# 俵元昭
俵 元昭（たわら もとあき、1929年 - ）は、日本の歴史家、記録作家。

## 略歴
島根県生まれ。学徒勤労動員で身体障害者になり結核も患う。のち大検を受け通信教育で教養課程を終え1956年慶應義塾大学文学部史学科卒業。港区史作成に携わり同区職員となる。港区立三田図書館港区資料室主査、東京百年史編纂会議員、港区役所麻布支所長、港区文化財保護審議会委員、東京地縁社会史研究所所長をへて1986年日本私家本図書館（現自費出版図書館）館長。私家本賞を設立。
1962年「京から来た運孤」で講談倶楽部賞受賞（市谷文也名義）。1977年『東京都港区近代沿革図集』で長谷川伸賞受賞。

## 著書
- 『港区史跡散歩』学生社 東京史跡ガイド 1978
- 『先覚者杉田玄白先生その生涯と功績』久遠山さる寺栄閑院 1979
- 『港区の歴史』東京にふる里をつくる会編 名著出版 東京ふる里文庫 1979
- 『半死半生語集』学生社 1994
- 『素顔の久保田万太郎』学生社 1995
- 『半死半生語集 次の番』学生社 1995
- 『江戸の地図屋さん 販売競争の舞台裏』吉川弘文館 歴史文化ライブラリー 2003

### 共著編・監修
- 『芝家具の百年史』編 東京都芝家具商工業協同組合 1966
- 『江戸図の歴史』飯田竜一共著 築地書館 1988
- 『まち探訪ガイドブック 江戸・明治・昭和、そして現在、東京・港区の旧地名・町名を語り継ぐ、まちの歴史ガイド』監修 人文社編 港区産業・地域振興支援部地域振興課 2007